# Sula magna
Sula magna är en utdöd fågel i familjen sulor inom ordningen sulfåglar. Den beskrevs 2003 utifrån fossila lämningar från sen miocen funna i Peru.